# Reinhold Moritzevič Glière
Reinhold Moritzevič Glière (in russo Рейнгольд Морицевич Глиэр?; Kiev, 11 gennaio 1875 – Mosca, 23 giugno 1956) è stato un compositore russo.

## Biografia
Sua madre, Josephine Korczak (1852 - 1937), era polacca, e suo padre, Moritz Glier (1834 - 1896), era un costruttore di strumenti a fiato discendente da un'antica famiglia sassone. Moritz Glier era un musicista di ottimo livello ed estremamente polivalente, dal momento che suonava — fra gli altri strumenti — il flauto, il clarinetto, il corno e la tromba. Egli trasmise i suoi doni artistici ai figli: il primogenito, Moritz, era un eccellente violoncellista, mentre la sorella Cesja suonava il piano.
Per quanto riguarda Reinhold, egli ebbe fin dalla più giovane età una predilezione per il violino. Alla fine degli studi secondari entrò alla Scuola di musica di Kiev, dove ebbe come professore il celebre violinista ceco Otakar Ševčík. Qui studiò violino e composizione per tre anni, prima di essere ammesso, nel 1894, al prestigioso Conservatorio di Mosca, dove studiò con Sergej Taneev (contrappunto), Michail Ippolitov-Ivanov (composizione), Jan Hřímalý (violino), Anton Arensky e Georgi Konjus (entrambi armonia, Henryk Pachulski (pianoforte).
Nel 1900 si diplomò al Conservatorio con un'opera-oratorio in un atto, Il Cielo e la Terra, ispirata a un testo di Lord Byron (Earth and Heaven), per la quale ricevette una medaglia d'oro in composizione.
L'anno seguente accettò una cattedra presso la Scuola di Musica Gnessine di Mosca.
Nel 1902 Taneev trovò per Glière due allievi privati: Nikolaj Mjaskovskij e l'undicenne Sergej Prokof'ev.
Ancora prima di terminare i suoi studi, Glière si era già cimentato con tutti i grandi generi musicali (con l'eccezione, forse, del balletto e del concerto), che lo affascineranno per tutto il corso della sua carriera. Egli compose così il suo Primo sestetto d'archi, op. 1 (1898), dedicato a Taneev, il Primo quartetto d'archi, op. 2 (1899), l'Ottetto d'archi, op. 5 (1900), dedicato a Hřímalý, e la Prima sinfonia, op. 8 (1899-1900).
Nel 1905 partì per un soggiorno di due anni a Berlino, dove studiò con il compositore e direttore d'orchestra Oskar Fried. Qui scrisse la sua Seconda sinfonia, op. 25 (1907), dedicandola a un altro rinomato direttore d'orchestra, Serge Koussevitzky, che la diresse con l'Orchestra filarmonica di Berlino l'anno successivo. Nel 1908, tornato a Mosca, Glière fece la sua prima apparizione pubblica come direttore d'orchestra in occasione dell'esecuzione del suo poema sinfonico Sirene, op. 33. Nel 1910 pubblicò la sua Terza sinfonia, op. 42, la monumentale Il'ja Muromec, dedicata a Aleksandr Glazunov.
Nel 1913 ritornò a Kiev per insegnarvi composizione nella locale Scuola di musica, che poco dopo venne elevata al rango di Conservatorio, come Conservatorio di Kiev. L'anno seguente Glière ne divenne direttore. Qui ebbe come allievi, fra gli altri, Levko Revutsky, Borys Lyatoshynsky, Vladimir Dukelsky (che diventerà ben noto in Occidente come Vernon Duke) e Julian Skrjabin, figlio prodigio del noto compositore Aleksandr.
A partire dal 1920 insegnò composizione al Conservatorio di Mosca, dove rimarrà (in modo discontinuo) sino al 1941. Egli vi formò un gran numero di compositori, fra i quali Aram Chačaturjan, Lev Knipper, Boris Aleksandrov, Aleksandr Davidenko e Aleksandr Mosolov.
Nel 1923 fu invitato a Baku dal Commissariato per l'Educazione dell'Azerbaigian per comporre il prototipo di un'opera nazionale azera. Il risultato della sua ricerca etnografica fu l'opera Shakh-Senem, op. 69, in cui l'eredità musicale classica russa, da Glinka a Skrjabin, si combina con materiale folklorico e alcuni orientalismi sinfonici.
Reinhold Glière fu presidente del comitato organizzatore dell'Unione dei compositori sovietici dal 1938 al 1948. Prima della Rivoluzione aveva già ricevuto per tre volte il prestigioso Premio Glinka (per il Primo sestetto d'archi, per Sirene e per la Terza sinfonia), e anche negli ultimi 20 anni della sua vita ottenne numerosi importanti riconoscimenti, fra cui quello di "Artista del Popolo" dell'Azerbaigian (1934), della Russia (1936), dell'Uzbekistan (1937) e dell'URSS (1938) e 3 Premi Stalin: il primo nel 1946 per il suo Concerto per soprano di coloratura e orchestra, il secondo nel 1948 per il suo Quarto quartetto d'archi e l'ultimo nel 1950 per il balletto Il cavaliere di bronzo.
La composizione più celebre di Glière è un brano del balletto Il papavero rosso (1955) intitolato Danza di marinai russi: si tratta di una concitata serie di variazioni sul tema di un antico canto tradizionale russo, Jabločko (La piccola mela).
Reinhold Glière è sepolto nel cimitero di Novodevichy a Mosca.

## Opere principali

### Concerti
- Concerto per arpa e orchestra, Op. 74
- Concerto per soprano di coloratura e orchestra, Op. 82
- Concerto per violoncello e orchestra, Op. 87
- Concerto per corno e orchestra, Op. 91
- Concerto per violino e orchestra, op. 100

### Sinfonie
- Sinfonia n. 1 in Mi {\displaystyle \flat }, Op. 8
- Sinfonia n. 2 in Do min., Op. 25
- Sinfonia n. 3 in Si min. ("Il'ja Muromec"), Op. 42

### Orchestra sinfonica
- Le Sirene, poema sinfonico Op. 33
- Il papavero rosso, balletto Op. 70
- Il cavaliere di Bronzo, Suite per orchestra Op. 89 (dall'omonimo balletto)
- I Cosacchi Zaporozhy, poema sinfonico Op. 64
- Marcia eroica per il Buryiat della Mongolia ASSR, Op. 71
- Ballata per violoncello e pianoforte, Op. 4 (trascritta poi per orchestra)

### Opere Liriche
- Gyul'sara
- Shakh-Senem

### Musica da camera
- Intermezzo e Tarantella per contrabbasso e pianoforte, op. 9
- Preludio e Scherzo per contrabbasso e pianoforte, op. 32
- 8 Duetti per violino e violoncello, Op. 39
- 12 Fogli d'album per violoncello e pianoforte, Op. 51
- 10 Duetti per 2 violoncelli, Op. 53

### Pianoforte
- Esquisses, Op. 47
- 3 Mazurche Op. 29
- Orientale, Op. 38 n. 17
- Preludi, Op. 26 e Op. 30